# Jubilee (banda)
Jubilee fue una banda formada en 2007 en Los Ángeles, por Aaron North (exguitarrista de The Icarius Line y Nine Inch Nails), Jenni Tarma, Troy "Boy" Petrey y Tony Bevilacqua.

## Discografía
- "Rebel Hiss" CD single; publicado el 21 de enero de 2008.
- "Rebel Hiss" (7 pulgadas); publicado el 21 de enero de 2008.
- "In With the Out Crowd" CD single; publicado el 25 de octubre de 2008.
- "In With the Out Crowd" (7 pulgadas); publicado el 25 de octubre de 2008.